# Meisterschaft von Zürich 1985
Il Meisterschaft von Zürich 1985, settantaduesima edizione della corsa, si svolse il 5 maggio 1985 su un percorso di 273 km. Venne vinto dal belga Ludo Peeters, che terminò in 7h05'24".

## Ordine d'arrivo (Top 10)
| Pos. | Corridore                  | Squadra        | Tempo    |
| ---- | -------------------------- | -------------- | -------- |
| 1    | Ludo Peeters               | Kwantum Hallen | 7h05'24" |
| 2    | Mario Beccia               | Malvor         | s.t.     |
| 3    | Steve Bauer                | La Vie Claire  | a 19"    |
| 4    | Jesper Worre               | Sammontana     | s.t.     |
| 5    | Henk Lubberding            | Panasonic      | s.t.     |
| 6    | Jürg Bruggmann             | Malvor         | a 25"    |
| 7    | Pierino Gavazzi            | Atala          | s.t.     |
| 8    | Jean-Philippe Vandenbrande | Hitachi        | s.t.     |
| 9    | Rudy Pevenage              | Del Tongo      | s.t.     |
| 10   | Frédéric Vichot            | Skil-Sem       | s.t.     |